# Kumu chan
Kumu chan (枯木禅 dosł. z języka chińskiego chan suchego drzewa, chan pniaków (kor. komoksŏn | jap. komokuzen | wiet. khô mộc thiền) – styl praktyki chan.
Był to styl nauczania mistrza chan Shishuanga Xingkonga znanego także jako Shishuang Qingzhu, który polegał na niezwykle surowej dyscyplinie, niespotykanej wśród swobodnych mnichów chińskich. Dla niestosujących sztywnych i surowych form zuochan (siedzenia w medytacji) Chińczyków, szkoła Shishuanga była rzeczą dziwną i dlatego dość pejoratywnie nazwana została chanem pniaków, a o uczniach mistrza mówiło się jako o pniakach Shishuanga. Musieli oni bowiem siedzieć zupełnie bez ruchu, jak suche pnie drzew.
Styl ten w Chinach praktykowany był w głównie w szkole caodong. Ze stosowania go słynęli tacy mistrzowie jak Kumu Facheng i jego uczeń, chociaż nie spadkobierca, Shitou Xiqian.
Styl ten kojarzony jest dzisiaj z japońskim zenem rinzai, który chociaż był przeniesieniem chińskiej tradycji linji, to wkrótce został usztywniony przez samurajskiego ducha Japończyków.
Bibliografia:
- Andy Ferguson. Zen's Chinese Heritage. Wisdom Publications. Boston, 2000. ISBN 0-86171-163-7